# 現代社会
現代社会（げんだいしゃかい）は、時代の変化と共に社会に生じる変化を強調し、現在存在する社会を過去の社会と区別するために用いられる概念である。

## 概要
日本で現代社会の語が用いられる場合には、日本社会や、先進国の社会一般などが言及の対象として想定されていることも多い。そのような意味での現代社会の特徴は、高度情報化社会・大衆社会・ポスト産業社会などと形容されることもある。
日本では、少産少子化・超高齢社会が進行しており、都市周辺部の都市化、都市部以外の過疎化が進行している。統計的な予測によると、4人に1人が高齢者という社会がすぐそこまで迫っている。加えて2030年以降の非婚率は30％を超えるであろうと予測されている。30代、40代ですでに社会から孤立する者が急速に増えている。無縁社会、 ネットカフェ難民、年越し派遣村という新造語も次々に生まれている。高齢者の生きがい、社会参加、共生、共生きという新しい共生社会のモデルの模索が始まっている。
世界に目を向けると、世界各地で民族紛争が起こり、南北問題も問題視されている。また、地球環境問題は、近年、非常に大きな注目を浴びている。